# Lista de capítulos de Highschool of the Dead
O mangá Highschool of the Dead é escrito por Daisuke Satou e ilustrado por Shoji Sato, e é publicado pela editora Kadokawa Shoten na revista Dragon Age. O primeiro capítulo de Highschool of the Dead foi publicado em setembro de 2006, já tendo ultrapassado mais de 20 capítulos lançados atualmente. Nesta página, os capítulos estão listados por volume, com seus respectivos títulos originais (títulos originais na coluna secundária, os volumes de Highschool of the Dead não são titulados).
No Brasil, é licenciado pela editora Panini e é publicado desde março de 2010. Também é publicada a edição de luxo Full Color Edition desde maio de 2013.

## Volumes
| - 1. Primavera dos Mortos - 2. Fugindo dos Mortos - 3. Democracia Sob os Mortos | - 1. Spring of the Dead - 2. Escape from the Dead - 3. Democracy Under the Dead |

| - 4. Correndo Entre os Mortos - 5. Ruas dos Mortos - 6. Na Calada da Noite - 7. Multidão dos Mortos na Calada da Noite | - 4. Running in the Dead - 5. Streets of the Dead - 6. In the Dead of the Night - 7. Dead Night and the Dead Ruck |

| - 8. Alice no País dos Mortos - 9. Um Mortal Caminho para Casa - 10. Papai Sabe dos Mortos - 11. Regras dos Mortos - 12. A Soma de Todos os Mortos | - 8. Alice in Dead Land - 9. The Dead Way Home - 10. Father Knows Dead - 11. The Dead's House Rules - 12. The Sum of All Dead |

| - 13. Das Armas e dos Mortos - 14. Tempestade dos Mortos - 15. O Ataque de Todos os Mortos - 16. A Garota do Lado Morto - 17. A Espada e os Mortos | - 13. Guns 'n Dead's - 14. Dead Storm Rising - 15. All Dead's Attack - 16. The Girl Next Dead - 17. The Sword and Dead |

| - 18. A Lenda dos Mortos - 19. Bandeiras dos Mortos - 20. Sangue e Mortos - 21. O Bom, o Mau e o Morto - 22. Investida dos Mortos - Extra 1. O Começo dos Mortos - Extra 2. Cosplay dos Mortos | - 18. Legend of the Dead - 19. Flags of The Dead - 20. Blood and Dead - 21. The Good, the Bad, and the Dead - 22. Dead Rush - Extra 1. Beginning of the Dead - Extra 2. Cosplay of the Dead |

| - 23. Amantes Mortos - 24. Dançando com os Mortos - 25. O Dever e os Mortos - Extra 3. Ilusão Morta | - 23. Dead Lovers - 24. Dance with the Dead - 25. Duty and Dead - Extra 3. Dead Illusion |

| - 26. A Glória Morta de um Covarde - 27. Assalto à Delegacia Morta - 28. Trava Morta - 29. Morto na Chuva | - 26. The Dead Badge of Coward - 27. Assault on Dead Precinct - 28. Deadlock - 29. Dead in the Rain |

### Full Color Edition
| N.º | Lançamento original     | Lançamento original | Lançamento licenciado | Lançamento licenciado |
| N.º | Data de lançamento      | ISBN                | Data de lançamento    | ISBN                  |
| --- | ----------------------- | ------------------- | --------------------- | --------------------- |
| 1   | 24 de Fevereiro de 2011 | 978-4-04-926269-8   | Maio de 2013          | 978-85-426-0036-0     |
| 2   | 24 de Fevereiro de 2011 | 978-4-04-926270-4   | Julho de 2013         | 978-85-426-0046-9     |
| 3   | 25 de Março de 2011     | 978-4-04-926271-1   | Setembro de 2013      | 978-85-426-0052-0     |
| 4   | 25 de Março de 2011     | 978-4-04-926272-8   | Novembro de 2013      | 978-85-426-0065-0     |
| 5   | 6 de Fevereiro de 2013  | 978-4-04-926273-5   | Janeiro de 2014       | 978-85-426-0086-5     |
| 6   | 6 de Fevereiro de 2013  | 978-4-04-926274-2   | Março de 2014         | 978-85-426-0095-7     |
| 7   | 6 de Março de 2013      | 978-4-04-926275-9   | Maio de 2014          | 978-85-426-0108-4     |

## Capítulos não compilados em volumes
- 30. Intellect, Emotion, and DEAD (lançado na edição de maio de 2013 da revista Dragon Age de Fujimi Shobo em 9 de abril)[15]